# Jaskinia pod Jaworem
Jaskinia pod Jaworem (Jaskinia nad Mylną, Kamienne Kotły) – jaskinia w Dolinie Kościeliskiej w Tatrach Zachodnich. Wejście do niej znajduje się w połowie ściany Raptawickiej Turni na wysokości 1136 metrów n.p.m. Długość jaskini wynosi 45 metrów, a jej deniwelacja 11 metrów.

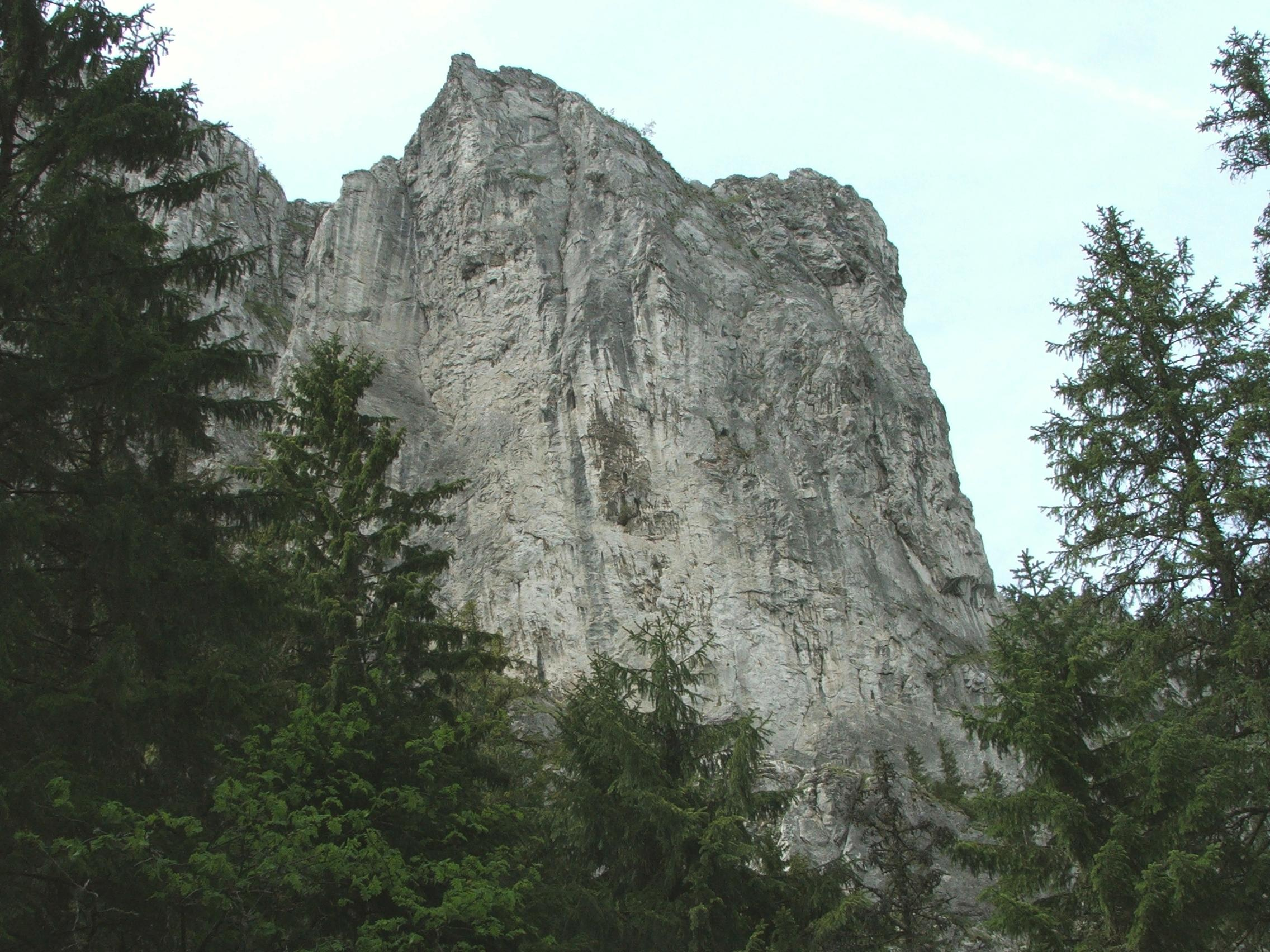
Raptawicka Turnia

## Opis jaskini
Głównym ciągiem jaskini jest korytarz, który na początku jest szeroki, potem zwęża się, idzie w górę i za prożkiem kończy się szczeliną. 
W odległości dwudziestu paru metrów od otworu odchodzi w górę równoległy, ciasny korytarzyk, który po 4,5 metrach łączy się z głównym ciągiem.

## Przyroda
W głównym ciągu jaskini występują nacieki grzybkowe, a w bocznym korytarzyku mleko wapienne.

## Historia odkryć
Jaskinie prawdopodobnie odkrył Stefan Zwoliński w latach czterdziestych XX wieku. W każdym razie jako pierwszy sporządził jej szkic pod nazwą Jaskinia nad Mylną. W 1973 roku Zofia i Witold Paryscy opublikowali zdjęcie otworu wejściowego, nazywając jaskinię Kamienne Kotły. 